# Gulaș

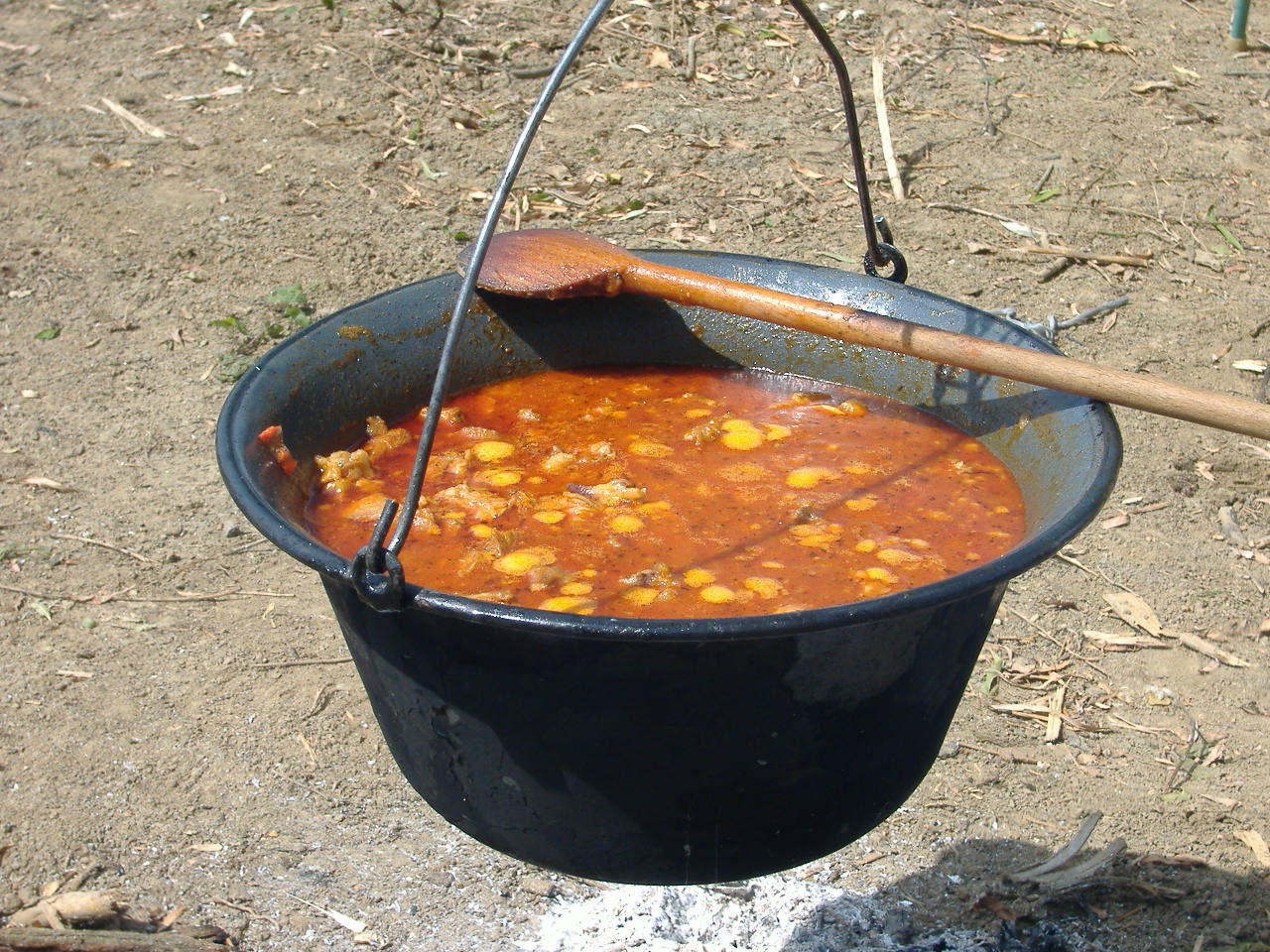
Gulaș unguresc gătit la ceaun (bogrács)

Gulaș (din maghiară gulyás ([ˈɡujaːʃ]) este o supă sau tocană de carne și legume condimentate cu boia și chimen uscat, printre altele. Gulașul este originar din Ungaria, fiind un simbol al acestei țări.

## Etimologie
În limba română substantivul gulaș (în Transilvania și Maramureș este cunoscut și sub forma guiaș) este un împrumut din maghiară gulyás, „văcar”, „păstor”, iar prin extidere, inițial, gulyásleves, „supa văcarului”, iar apoi „gulaș”. Gulașul este cunoscut în culturile gastronomice din întreaga Europă Centrală. Se găsesc variante în Austria: Gulasch auf Wiener Art, în Germania: Gulasch, în Cehia și în Slovacia: guláš, în Polonia: gulasz (pronunțat: gulaș]), iar în România: gulaș și guiaș.

## Generalități
Gulașul a apărut, în principiu, în întreaga Câmpie Panonică, de unde s-a răspândit ca specialitate culinară în multe țări. Gulașul vienez (Wiener Gulasch, în Austria, numit doar Rindsgulasch sau Saftgulasch), spre deosebire de originalul maghiar Pörkölt, provine de la începutul secolului al XIX-lea, când o unitate militară maghiară (Regimentul 39 Infanterie) a fost încartiruită la Viena.
Gulașul este o tocană care este preparată din carne de vită sau de vițel, cal, porc, miel sau oaie, sau combinate. La toate rețetele paprica (în Ungaria de multe ori și pastă de paprica) și ceapă, chiar și chimion și usturoi, joacă un rol esențial. Sunt utilizate ca ingrediente cartofi, varza, ciuperci și altele. Gulaș este, de asemenea, baza pentru clătitele maghiare Hortobágy.
Cel mai bine, gulașul, este gătit încet în cantități mari. Carnea animalelor tinere este mai puțin adecvată. Gulașul poate fi, de asemenea, preparat din carne mai tare și necesită puțină atenție la gătit.
În Viena, gulașul este felul de mâncare clasic pentru han, dar care, cu toate acestea, poate fi găsit și în meniul multor restaurante de lux.

## Istoric

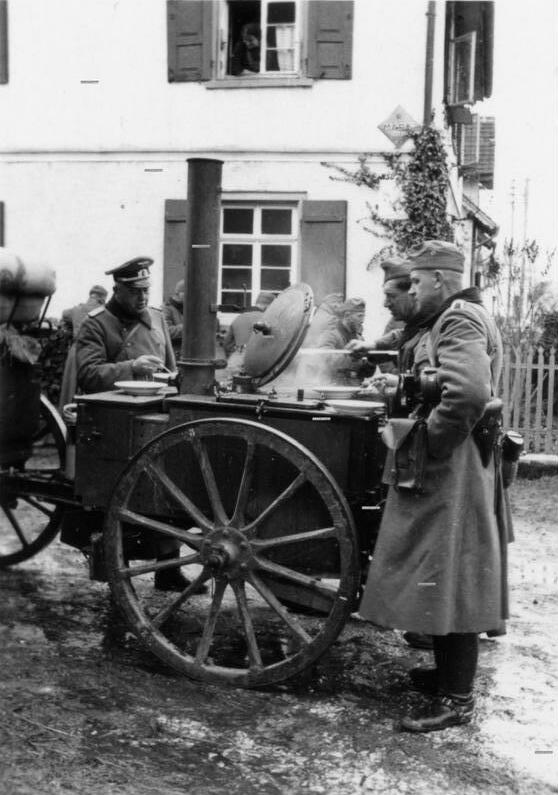
„Bucătărie de campanie”, în al Doilea Război Mondial

Originile gulașului datează din Evul Mediu, când era pregătit de păstorul maghiar pe foc deschis, iar ardeiul nu era încă folosit ca ingredient. Gulașul era la acel timp o simplă supă de carne prăjită și ceapă.
Gulyáshús a fost declarat un fel de mâncare național maghiar la sfârșitul secolului al XVIII-lea, dar a fost consumat, la fel ca și paprica, care a ajuns în Europa după descoperirea Americii, numai de către agricultori. Cu toate acestea, Gulyáshús a fost folosit și de nobilime pentru a sprijini autonomia națională a Ungariei în Austro-Ungaria. Pe atunci nu existau cărți de bucate tipărite în limba maghiară. Prima rețetă de gulaș a apărut în 1819 într-o carte de bucate din Praga. Rețeta s-a răspândit rapid în afara Ungariei și nu s-a mai folosit doar carne de vită, ci și carne de porc, de oaie și de cal. În Austria a fost menționată pentru prima dată în 1827 o rețetă a Ungarisches Kolaschfleisch (gulaș maghiar) în cartea de bucate Großen Wiener Kochbuch scrisă de Anna Dorn. În edițiile ulterioare sunt descrise Ungarisches Gulyásfleisch.

## Variante

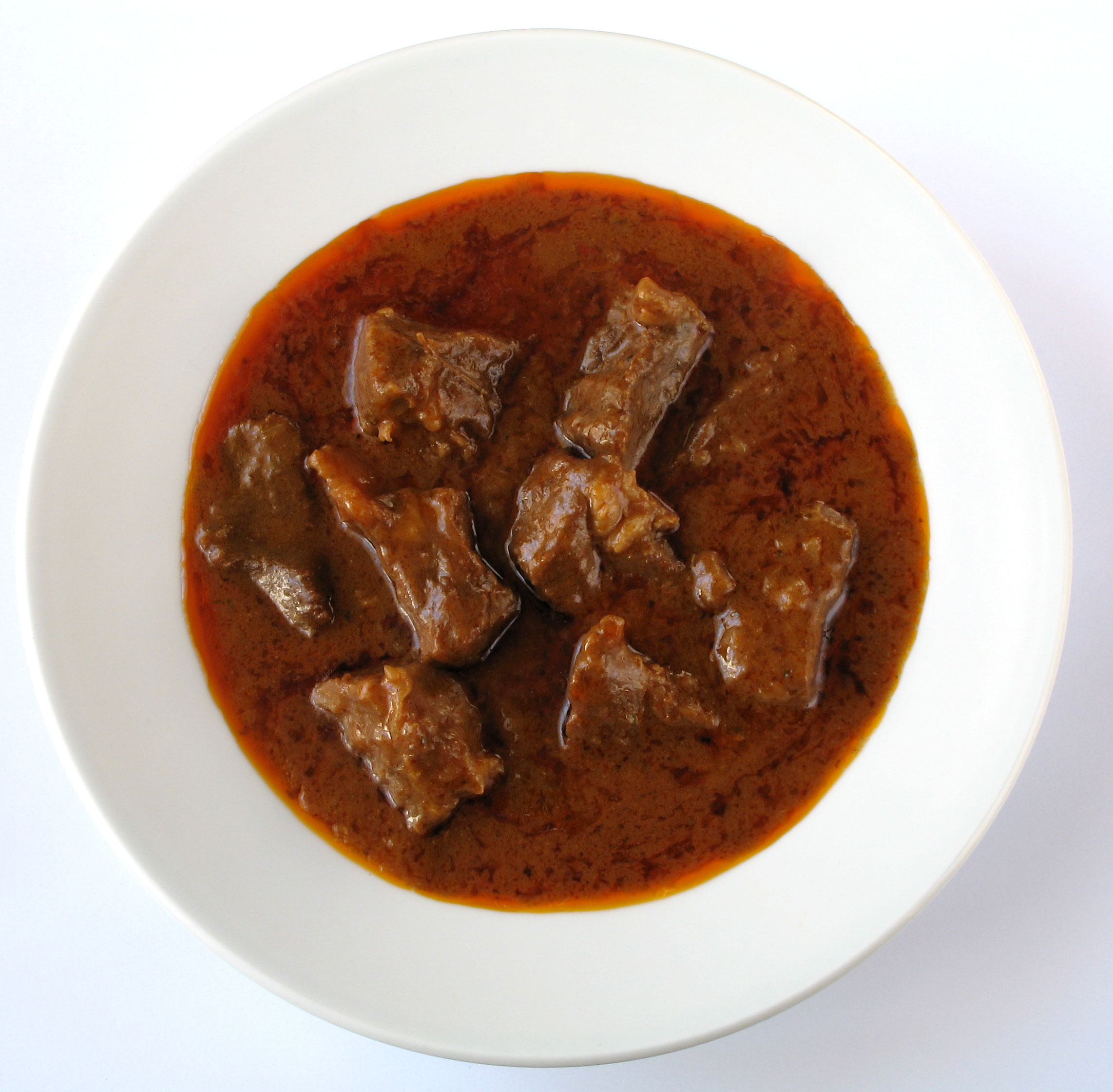
Pörkölt din carne de vită

### Gulyás
Gulyás (gulaș) este o supă gulaș maghiară, îngroșată cu mult praf de boia. Carnea este gătită la foc mic cu ceapă, până când devine moale. Gulyásleves (leves = supă) este o supă clară cu ingrediente similare.

#### Bográcsgulyás
Bográcsgulyás este o tocană de carne si legume gătită la „ceaun" (bogrács).

#### Bableves
Este o supă (leves) de fasole (bab).

### Pörkölt
Pörkölt are aceleași ingrediente ca și Gulyás, este gătit mai mult și primește astfel o consistență mai groasă.

### Paprikás
Este versiune de pörkölt, care este îngroșat cu smântână. La paprikás nu mai este folosit ardei.